# Obszar Metropolitalny Lizbony
Obszar Metropolitalny Lizbony (por. Área Metropolitana de Lisboa, AML) – jednostka administracji samorządowej, obejmująca większość metropolii miejskiej Lizbony. Mieszka w nim 2 821 876 mieszkańców. W skład zespołu wchodzi 18 gmin (municípios). Jest tożsamy z Regionem Lizbona. Comissão Executiva da Área Metropolitana de Lisboa jest organem wykonawczym Obszaru Metropolitalnego Lizbony.
| Gmina               | Powierzchnia | Populacja (2013) | Gęstość     |
| ------------------- | ------------ | ---------------- | ----------- |
| Lizbona             | 100,05 km²   | 547 733          | 6 674,4/km² |
| Sintra              | 319,4 km²    | 377 835          | 1 138,9/km² |
| Cascais             | 97,4 km²     | 206 479          | 1 756,0/km² |
| Loures              | 169,0 km²    | 205 054          | 1 177,9/km² |
| Amadora             | 23,8 km²     | 175 136          | 7 389,6/km² |
| Almada              | 70,2 km²     | 174 030          | 2291,0/km²  |
| Oeiras              | 45,8 km²     | 172 120          | 3 539,9/km² |
| Seixal              | 95,7 km²     | 158 269          | 1 570,2/km² |
| Odivelas            | 26,6 km²     | 144 549          | 5 031,8/km² |
| Vila Franca de Xira | 323,5 km²    | 136 886          | 379,9/km²   |
| Setúbal             | 193,6 km²    | 121 185          | 588,5/km²   |
| Barreiro            | 33.8 km²     | 78 764           | 2 469,1/km² |
| Mafra               | 291,5 km²    | 76 685           | 186,5/km²   |
| Moita               | 54,6 km²     | 66 029           | 1 235,3/km² |
| Palmela             | 465,9 km²    | 62 805           | 465,9/km²   |
| Montijo             | 340,5 km²    | 51 222           | 340,5/km²   |
| Sesimbra            | 195,7 km²    | 49 500           | 192,0/km²   |
| Alcochete           | 128.5 km²    | 17 569           | 98,0/km²    |
| Razem               | 2 921 km²    | 2 821 876        | 966/km²     |